# التهاب النخاع
التهاب النّخاع أوالتهاب النخاع الشوكي (بالإنجليزية: Myelitis)‏ يشمل العدوى أو التهاب المادة البيضاء أو المادة الرمادية من النخاع الشوكي الذي هو جزء من الجهاز العصبي المركزي الذي يعمل كجسر بين الدماغ وبقية الجسم. قد يتضرر الميالين والمحور العصبي خلال الاستجابة الالتهابية في النخاع الشوكي مما يؤدي إلى عوارض مثل الشلل وفقدان حسّي. يُصنّف التهاب النخاع إلى عدة فئات تبعًا للمنطقة أو سبب الاضطراب؛ مع ذلك، كثيرًا ما يشير الناس إلى أي التهاب قي النخاع الشوكي باسم التهاب النخاع المستعرض.

## أنواع التهاب النخاع
تحدث عادة آفات التهاب النخاع في منطقة ضيّقة ولكن يمكن أن تنتشر وتؤثر على العديد من المناطق.
- شلل الأطفال: مرض ناجم عن عدوى فيروسية في المادة الرمادية مع أعراض شلل أو ضعف العضلات.
- التهاب بيضاء النخاع: آفات في المادة البيضاء.
- التهاب النخاع المستعرض: ناجم عن زوال الميالين المحواري يصيب كلا الجانبين من الحبل الشوكي.
- التهاب النخاع بالمكوّرات (أو التهاب النخاع والسحايا): الآفات التي تحدث في منطقة السحايا والحبل الشوكي.

## الأعراض
تختلف الأعراض التي تتظاهر بها الحالات السريرية المختلفة في سرعة تفاقمها التي تتراوح من بضع ساعات إلى أيام عديدة، اعتمادًا على سبب المرض. تتظاهر معظم حالات التهاب النخاع بسرعة ترقي الضعف العضلي أو الشلل الذي يبدأ من الساقين وصولًا إلى الذراعين مع درجات متفاوتة من الشدة. يؤدي الخلل الوظيفي للذراعين والساقين في بعض الحالات إلى انعدام ثبات الوضعية وصعوبة في المشي أو في أي حركة أخرى. تشمل الأعراض بشكل عام تشوش الحس الذي يمثل إحساسًا بالدغدغة، أو الوخز، أو التحرق، أو النخز أو الخدر في الجلد دون تطور تأثير جسدي واضح طويل الأمد. غالبًا ما يبلغ المرضى البالغون عن ألم في الظهر، أو الأطراف أو البطن. يختبر المرضى أيضًا الإلحاح البولي، وخلل وظيفة الأمعاء والمثانة مثل التبول اللاإرادي، وصعوبة التفريغ أو انعدام القدرة على التفريغ والتفريغ غير الكامل للأمعاء أو الإمساك. يبلغ بعض المرضى أيضًا عن إصابتهم بالحمى، والمشاكل التنفسية والتقيؤ غير القابل للسيطرة.

### الأمراض المرتبطة بالتهاب النخاع
تشمل الحالات المرتبطة بالتهاب النخاع ما يلي:
- التهاب الدماغ والنخاع الحاد المنتشر: إزالة ميالين الدماغ المتوسطة بالمناعة الذاتية ما يسبب علامات وأعراض عصبية شديدة.
- التصلب المتعدد: إزالة الميالين من الدماغ والنخاع الشوكي.
- التهاب النخاع والعصب البصري أو داء ديفك: مهاجمة المناعة للعصب البصري والنخاع الشوكي.
- متلازمة شوغرن: تدمير الجهاز خارجي الإفراز للجسم.
- الذئبة الحمامية الجهازية: مرض مناعي ذاتي جهازي متسم بمجموعة واسعة من العلامات والأعراض العصبية.
- الغرناوية: خلايا التهابية مزمنة متجمعة على شكل عقيدات في العديد من الأعضاء.
- التأتب: مرض مناعي لدى الأطفال متظاهر بالأكزيما وغيرها من الحالات التحسسية. قد يشمل التهاب النخاع التأببي المسبب للضعف.[8]
- الاعتلالات النخاعية المتوسطة مناعيًا: مجموعة متغايرة المنشأ من اضطرابات النخاع الشوكي الالتهابية بما في ذلك الاضطرابات المناعية الذاتية للأجسام المضادة المعروفة.[9]